# Josh Gracin
Joshua Mario "Josh" Gracin (né le 18 octobre 1980) est un chanteur américain de musique country. Ancien membre de la United States Marine Corps, il attira l'attention du public grâce à sa participation à la seconde édition de l'émission American Idol.
Après son élimination du show, à la quatrième place, il termina son service dans le corps de la marine puis signa son premier album chez Lyric Street Records. Son album homonyme, sorti en 2004 classera un single à la première place et deux autres dans le top 5 au Billboard Hot Country Songs charts et sera certifié disque d'or par la Recording Industry Association of America. Son second album, We Weren't Crazy puis She's a Different Kind of Crazy suivirent en 2008 et 2010.

## Discographie

### Album studio
| 2004                                  | Josh Gracin - Sortie : 15 juin 2004 - Label: Lyric Street Records        | 2 | 11 | —  | - US: Or |
| 2008                                  | We Weren't Crazy - Sortie : 1er avril 2008 - Label: Lyric Street Records | 4 | 33 | 40 |          |
| 2010                                  | She's a Different Kind of Crazy - Sortie : - Label: Average Joe's        |   |    |    |          |
| "—" signifie qu'il n'a pas été classé |                                                                          |   |    |    |          |

### Singles
| 2004                                          | I Want to Live                  | 4  | 45  | —  | 10 | —  | Josh Gracin                     |
| 2005                                          | Nothin' to Lose                 | 1  | 39  | —  | 1  | Or | Josh Gracin                     |
| 2005                                          | Stay with Me (Brass Bed)        | 5  | 47  | 66 | 6  | —  | Josh Gracin                     |
| 2006                                          | Favorite State of Mind          | 19 | 119 | —  | 31 | —  | We Weren't Crazy                |
| 2006                                          | I Keep Coming Back              | 28 | —   | —  | —  | —  | We Weren't Crazy                |
| 2007                                          | We Weren't Crazy                | 10 | 82  | 78 | 38 | —  | We Weren't Crazy                |
| 2008                                          | Unbelievable (Ann Marie)        | 36 | —   | —  | —  | —  | We Weren't Crazy                |
| 2008                                          | Telluride                       | 34 | —   | —  | —  | —  | We Weren't Crazy                |
| 2009                                          | Enough                          | —  | —   | —  | —  | —  | Chanson hors album              |
| 2009                                          | She's a Different Kind of Crazy | —  | —   | —  | —  | —  | She's a Different Kind of Crazy |
| 2010                                          | Over Me                         | —  | —   | —  | —  | —  | She's a Different Kind of Crazy |
| 2010                                          | Cover Girl                      |    |     |    |    |    | She's a Different Kind of Crazy |
| "—" signifie que le titre ne s'est pas classé |                                 |    |     |    |    |    |                                 |